# Mideopsis lamellipalpis
Mideopsis lamellipalpis är en kvalsterart som beskrevs av Lundblad 1941. Mideopsis lamellipalpis ingår i släktet Mideopsis och familjen Mideopsidae. Inga underarter finns listade i Catalogue of Life.